# Piotr Bolesta Kozłowski
Piotr Bolesta Kozłowski z Kozłowa herbu Jastrzębiec (zm. 1579) – sędzia grodzki płocki w 1563/1564 roku.
Poseł województwa płockiego na sejm warszawski 1563/1564 roku, sejm parczewski 1564 roku, sejm 1570 roku.